# Александровский грабен
Александровский грабен —  единственное в Поволжье тектоническое смещение участков земной земной коры с одновременным обнажением пород из неогенового (от 2.5 млн до 23 млн лет назад) и палеогенового (от 23 млн до 66 млн лет назад) периодов. Является памятником природы регионального значения Волгоградской области.

## Описание

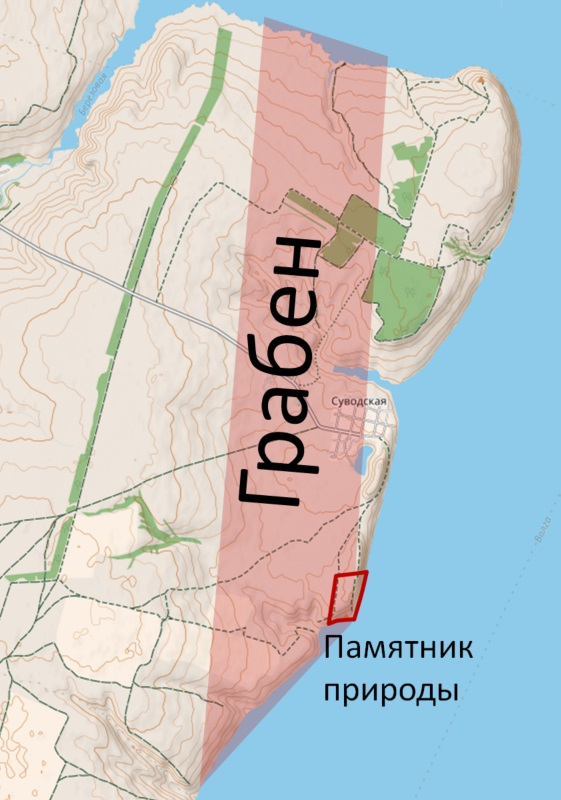
Карта Александровского грабена и охранной зоны памятника природы Александровский грабен

Александровский грабен расположен около станицы Суводской в Дубовском районе Волгоградской области, на берегу Волгоградского водохранилища. Грабен протянулся приблизительно на 6-7 км. Ложбина грабена расширяется в южном направлении до 1,5 км. Глубина провала коренных пород достигает 200 м, однако вследствие заполнения дна осадочным материалом высота бортов грабена сейчас составляет около 40 м. Грабен начинается между станицей Суводская и селом Горный Балыклей и заканчивается на юге в районе залива Суводский Яр, уходя далее под поверхность Волгоградского водохранилища.
Большие грабены, такие как озеро Байкал или Красное море, не определяются при взгляде обычного человека из-за своих размеров. В связи с этим трудно проследить связь наблюдаемого рельефа местности с происходившими тектоническими процессами. Александровский грабен из-за своих небольших размеров и образовавшегося вертикального среза по обрыву Волгоградского водохранилища позволяет наблюдателю увидеть эту взаимосвязь.
Александровский грабен хорошо заметен с берега и с водохранилища. Ниже Камышина высокие береговые обрывы Волгоградского водохранилища характеризуются однотипными породами. В нижней части обрывов наблюдаются серые, зеленые, и желтоватые глауконитовые пески с вкраплениями трердых караваев. В районе грабена в основании присутствует тонкий слой из галек, фосфоритов, и опок. Грабен выражается тем что все эти породы в речном обрыве внезапно исчезают на протяжении 3 километров берега, и появляются красноватые слои, когда-то покрывавшие сверху всю прилегающую окресность но уничтоженные со временем размывом почв.

## Уникальность грабена

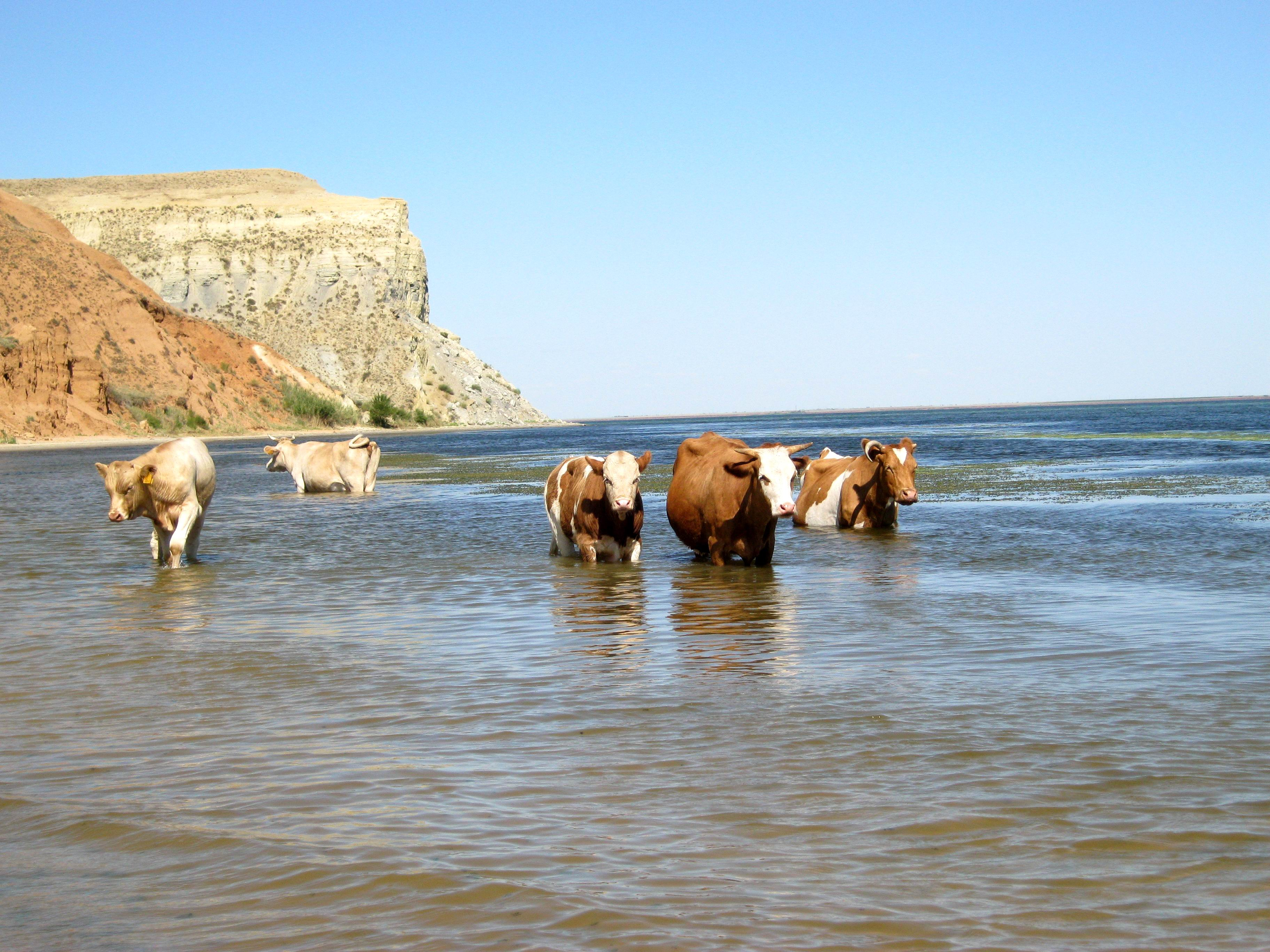
Грабен со стороны водохранилища

Грабены в районе перехода Приволжской возвышенности и Прикаспийскую низменность не редки, здесь можно упомянуть находящийся недалеко Балыклейский грабен и даже несколько грабенов расположенных на территории города Волгограда. Уникальность Александровского грабена заключается в том, что на подмытом рекой и водохранилищем обрыве ясно видно как одновременно бок о бок сопоставлены слои палеогенового и неогенового возраста, по которым можно без раскопок восстановить геологическую и климатическую историю региона. Видны морские осадки палеогенового возраста (мелоподобный мергель), следы сухого жаркого климата (карбонатные породы и суглинки), иловые отложения ледниковых периодов (глинистые сланцы), и т.д.

## Происхождения грабена
Считается что образование грабена связано с опусканием Прикаспийской низменности. Это опускание началось 30 млн лет назад и закончился совсем недавно. В результате опускания, при переходе от Приволжской возвышенности в Прикаспийскую низменность слои земных пород местами проваливались на 200 метров. Александровский грабен был создан в процессе этого опускания.

## Открытие и исследование грабена
В 1870 году выходит научная работа И.Ф. Синцова «Геологический очерк Саратовской губернии». В то время Саратовская губерния включала Волгу вплоть до современного Волгограда. В своей статье Синцов пишет про береговые обрывы в районе станицы Александровской, ныне Суводской: «Снизу лежат пласты рыхлого глинистого песчаника с караваями. Высота их простирается до 80 футов. Дальше небольшой слой плотного сероватого песчаника, от 6 до 8 футов. Ещё выше слой крупнозернистого песчаника; затем голубоватосерые глины. Оба последние пласта почти одинаковой толщины и не превосходят 50 футов. Наконец верхнюю часть занимают грубозернистые песчаники белого цвета.» Хотя Синцов не имел возможности в деталях описать даже одну местность, по местоположению и описанию мы может заключить что он в числе других объектов обратил внимание и на Александровский грабен.
Честь полноценного открытия грабена принадлежит А.П. Павлову. В свом докладе «О новом выходе каменноугольного известняка в Саратовской губернии и о дислокациях правого побережья Волги» в 1896 году он обсуждает обнаруженное между станицей Александровской и селом Пролейкой, ныне село  Горная Пролейка, смещение горных пород, т.е. грабен.  Он пишет: «Весьма ясно выраженные сдвиги по двум более или менее параллельным расколам наблюдаются между селом Пролейкой и станицей Александровской, сдвиги, приведшие на один уровень совершенно различные горизонты третичной системы, именно горизонт караваев, относящийся к палеоцену или нижнему эоцену, и горизонт белых мергелей и сланцеватых глин.»
В 1907 году геолог А.Д. Архангельский, ученик А.П. Павлова, более точно определяет возраст некоторых горизонтов пород, зажатых в грабене. В 1930 году грабен получил свое название Александровский грабен.

## Региональный памятник природы Александровский грабен

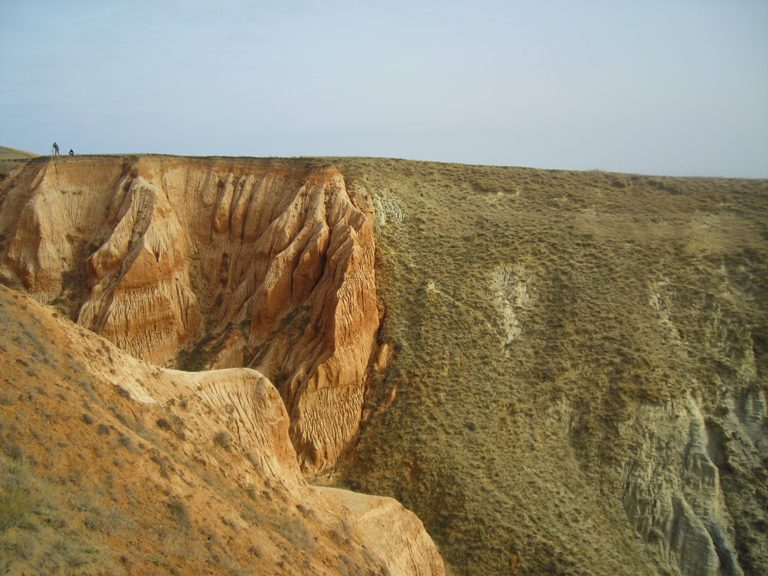
Восточный сброс грабена. По центру видно как встречаются слои разных периодов.

Памятник природы регионального значения Александровский грабен был создан решением малого Совета Волгоградского областного Совета народных депутатов от 25 февраля 1993 года № 6/41 и постановлением Главы Администрации Волгоградской области от 25.08.2009 г. № 993 «Об объявлении территорий в границах Дубовского, Клетского, Старополтавского, Суровикинского муниципальных районов Волгоградской области памятниками природы регионального значения». Основанием для создания памятника явилось «сохранение уникального природного объекта — единственного в Поволжье геологического обнажения с выходами неогеновых и палеогеновых пород, имеющего особую научную ценность.» Площадь охранной зоны составляет 1.92 га, общая площадь особо охраняемой природной территории составляет 16 га.
На территории памятника запрещается всякая деятельность, влекущая за собой нарушение сохранности природного комплекса. Запрещено движение вне дорог, движение и стоянка транспорта вне дорог общего пользования и внутрихозяйственных дорог.
В 2020 году в связи с ограниченными возможностями для путешествий во время пандемии COVID-19 началось массовое посещение памятника природы жителями Волгограда и близлежащих городов. Общее число туристов за сезон составило не менее 5 тыс. У волгоградских геологов даже возникли опасения по поводу угрозы его частичного разрушения в течение 10 лет.